# Capsulia
Capsulia é um gênero de aranhas da família Linyphiidae descrito em 2006.